# جان كيس
جين كيس (بالإنجليزية: Jean Case)‏ (من مواليد 1959) سيدة أعمال أمريكية، رائدة في مجالي إدارة الأعمال والتكنولوجيا، مستثمر، تشغل حاليا منصب رئيس مجلس إدارة جمعية ناشيونال جيوغرافيك، المدير التنفيذي لمؤسسة كيس ومؤلفة كتاب «كن بلا خوف: 5 مبادئ لحياة هادفة مليئة بالابداع» (2019). ساهمت مع زوجها ستيف كيس مؤسس شركة إيه أو إل في إنشاء مؤسسة كيس للأعمال الخيرية عام 1997. انضم الزوجين إلى في حملة تعهد عطاء في عام 2011 بعد تعهدهما بالتبرع بأغلبية ثروتهما.

## الخدمة المدنية
في يونيو 2006، تم تعينها من قبل الرئيس جورج دبليو بوش في منصب رئيس مجلس الخدمة والمشاركة المدنية.
في عام 2007، طلبت وزيرة الخارجية الأمريكية كوندوليزا رايس من كيس أن تشغل منصب الرئيس المشارك للشراكة الأمريكية-الفلسطينية لتعزيز فرص النمو الاقتصادي للشعب الفلسطيني، إعداد الشباب الفلسطيني لمسؤوليات المواطنة والحكم الرشيد والنهضة بعمليات الاستثمار وخصوصا في الضفة الغربية.
في عام 2016، قامت جين بإلقاء محاضرة في مؤتمر تيد سلطت فيه الضوء على أهمية المبتكرين في تاريخ الولايات المتحدة كما قدمت دراسة تحليلة عن حالة ريادة الأعمال في وقتنا الحالي وطالبت بمدى أهمية استثمار دور المرأة ورجال الأعمال أصحاب البشرة الملونة وضرورة خلق نظام اقتصادي شامل من شأنه أن يعطي الجميع فرصة متساوية للمشاركة في الحلم الأمريكي.
في عام 2017، أعلنت جين وزوجها ستيف بالتزامن مع الذكرى السنوية العشرين لتأسيس مؤسسة كيس بداية حملة «الدخول إلى الحلبة» والتي استمرت لمدة عام. دعا الثنائي فيها المواطنين إلى تبني روح خطاب الرئيس ثيودور روزفلت «المواطنة في جمهورية» واتخاذ إجراءات بشأن القضايا والتحديات المتعلقة بحياتهم ومجتمعهم.
في عام 2018، في إشارة إلى التمثيل الناقص للشركات المؤسّسة من أصل إفريقي وصفت كيس الأمر بالتالي:
«شيء واحد نعرفه بالتأكيد هو أنّ الموهبة موزّعة بالتساوي. الفرص ليست كذلك».

## الخدمات المجتمعية
في فبراير 2016، تم اختيار كيس في منصب رئيس مجلس أمناء جمعية ناشيونال جيوغرافيك تزامنا مع فترة خدمتها في مجلس تسريع علاج سرطان الدماغ، الرابطة التاريخية للبيت الأبيض، برينسكوب بالإضافة إلى المجالس الاستشارية مركز ستانفورد للعمل الخيري والمجتمع المدني ومركز بيك للخدمات المجتمعية بجامعة جورج تاون.

## السيرة الشخصية
تربت كيس في ولاية إلينوي وفلوريدا والتحقت بالمدرسة الثانوية في أكاديمية وستمنستر في فورت لاودردال وتخرجت في عام 1978. كانت جين من رواد التكنولوجيا التفاعلية، حيث بدأت كمدير تسويق مع خدمات المعلومات عبر الإنترنت وانضمت إلى فريق جنرال إلكتريك الذي يحاول فتح أفاق جديدة داخل الشركة.
قبل أن تنضم إلى فريق أمريكا أونلاين عندما كانت شركة ناشئة صغيرة تحاول تقديم خدمات الإنترنت لنصف منازل الولايات المتحدة في منصب مدير التسويق (أكتوبر 1988) ثم نائب مدير التسويق (أغسطس 1989) ثم نائب رئيس الاتصالات المؤسسية (أبريل 1993) وغادرت في عام 1996.
تزوجت جين فيلانويفا وستيف كيس في عام 1998 في حفل أقامه القس بيلي غراهام. يقيم الثنائي الآن في ماكلين، فيرجينيا في قصر أمضت فيه جاكلين كينيدي طفولتها.

## الجوائز والتقدير
تم اختيار كلا من جين وستيف كيس من قبل مجلة بارون في قائمة «أفضل 25 فاعل خير» في عام 2011 وفي قائمة «أكثر 9 رجال أعمال نشاطا في مجال التكنولوجيا» من قبل شركة فاست كامبني في عام 2013. أما في عام 2001، فقد حصل الثنائي على جائزة وودرو ويلسون لتعاون الشركات من قبل مركز وودرو ولسون الدولي للعلماء في مؤسسة سميثسونيان في العاصمة واشنطن. في عام 2009، حصل كلا من جين وستيف كيس على جائزة الحياة المثالية قبل أن يتم تكريمهم من قبل سيتي يير عام 2011.
تم اختيار جين في قائمة رواد الأعمال الخيرية داخل واشنطن في مجلة فاينانشيال بيزنس جورنال عام 2011. بينما حصلت في عام 2013 على جائزة التميز في ريادة الأعمال من جامعة ويك فورست. كما تم اختيارها في قائمة أفضل مدير تنفيذي غير ربحي في صحيفة وول ستريت جورنال.
في عام 2014، حصلت جين على درجة الدكتوراه الفخرية في شهادة الآداب الإنسانية من جامعة إنديانا ليلي فاميلي سكول تكريما لها على مجمل أعمالها الخيرية. بينما حصلت في عام 2015 على الدكتوراه الفخرية الثانية لها في رسائل إنسانية من جامعة جورج ماسون. في عام 2016، تم ترشيح جين في الأكاديمية الأمريكية للفنون والعلوم.

## الاستثمارات
جين هي إحدى مؤسسي شبكة إمباكت، شبكة للمؤسسات العائلية (مكاتب الأسرة والمؤسسات والشركات) بغرض توفير استثمارات ذات تأثير اجتماعي واضح وقابل للقياس، هي أيضا عضوه في إن إيه بي الأمريكية.
استثمر الثنائي جين وستيف في العديد من منصات الأعمال الخيرية على شبكات الإنترنت مثل نيتورك للصالح العام. كما قاما بافتتاح جين وستيف فاين بارد في ولاية فرجينيا عقار على مساحة 300 فدان.

## المنشورات
- «كن بلا خوف: 5 مبادئ لحياة هادفة مليئة بالابداع»، ردمك: 978-1501196348

## وصلات خارجية
- مؤسسة كيس.
- إستراتيجية جين وستيف كيس لتغيير العالم.
- حان وقت الخوف، مراجعة الابتكار الاجتماعي في ستانفورد.
- كيفية بناء الأعمال الخيرية المثالية، مجلة التايم، 10 أكتوبر 2012.
- أفكار مؤسسة كيس لتغيير العالم- اليوتيوب.
- البيت الأبيض يستضيف جين وستيف كيس.
- حوار ستيف وجين كيس لمناقشة الأعمال الخيرية.
- ماذا يحدث عندما تملأ العمل الخيري بروح ريادة الأعمال؟
- فيديو افتتاح مؤسسة كيس.
- لا مزيد ملاريا.
- العلاقات الأمريكية الفلسطينية.
- مبادئ العمل الخير الجديد.
- فيديو لاحدى حوارات جين وستيف كيس- اليوتيوب.
- فيديو لوزيرة الخارجية الأمريكية كوندوليزا رايس ورئيس الشراكة الأمريكية الفلسطينية، والتر إيزاكسون.